# Aristiopsis tacitus
Aristiopsis tacitus är en kräftdjursart som beskrevs av J. L. Barnard 1961. Aristiopsis tacitus ingår i släktet Aristiopsis och familjen Lysianassidae. Inga underarter finns listade i Catalogue of Life.